# Тульский пивзавод
«Тульский пивзавод» — пивоваренный завод в городе Туле, филиал пивоваренной компании «Балтика». Выпускает различные сорта пива, в том числе безалкогольные напитки.

## История
В 1969 году в пригороде Тулы — Мясново (сейчас Привокзальный район) началась планировка площадки под будущий пивзавод. Ход строительства контролировали председатель Совета министров СССР Алексей Косыгин и первый секретарь Тульского обкома Иван Юнак. 
14 февраля 1974 года тульские пивовары получили первые декалитры пива «Бархатное». Проектная мощность Тульского пивоваренного завода составляла 5,5 млн дал пива в год. Пиво выпускалось разных сортов: «Славянское», «Московское», «Мартовское», «Бархатное». Также производились безалкогольные напитки. В 1976 году было создано Тульское производственное объединение пивобезалкогольной промышленности (Тулпивобъединение), в которое вошли Тульский комбинат, Орловский, Калужский, Ефремовский и Белёвский пивзаводы, а также Краинский завод по розливу минеральной воды «Краинская».
4 сентября 1992 года Государственное предприятие Пивобезалкогольный комбинат «Тульский» преобразовано в Тульское акционерное общество открытого типа пива и напитков (ТАОПИН). В 1997 году одним из акционеров завода стала компания «Baltic Beverages Holding» — консорциум скандинавских пивопроизводителей. В 1999 году ТАОПИН переименовано в пивоваренная компания «Тульское пиво». В 1999 году контрольный пакет акций завода приобрела пивоваренная компания «Балтика», а уже в 2002 году предприятие стало филиалом компании «Балтика» и получило название «Балтика-Тула».
После 1999 года в модернизацию производства были вложены значительные средства. Общая сумма инвестиций в развитие филиала превысила 200 млн долларов США. В результате модернизации производственные мощности завода увеличились до 65 млн дал в год. На заводе был осуществлен монтаж новых варочных порядков, емкостей для брожения (ЦКТ), форфасов, оборудования для производства безалкогольного пива, линий розлива в стеклянные бутылки, бутылки, банки и кеги. Так же проведена реконструкция и модернизация зданий, котельной, холодильно-компрессорных установок, склада готовой продукции, фильтрационного отделения.
В 2004 году на филиале «Балтика-Тула» запущен в эксплуатацию солодовенный завод мощностью 130 тысяч тонн солода в год. 1 ноября 2017 года руководством компании принято решение вернуть ему историческое название — «Тульский пивзавод». В настоящее время филиал «Тульский пивзавод» производит около 40 сортов пива. Это бренды «Балтика», «Арсенальное», «Ярпиво», «Большая Кружка», «Tuborg», «Carlsberg», «Zatecky Gus», а также квас «Хлебный край». Продукция предприятия поставляется в регионы Центр и Северо-Запад.
С 2003 года на предприятии проходят регулярные экскурсии по производству.